# Pablo Lucero
Pablo Lucero (San Luis, c. 1800 - San José del Morro, 12 de setembro de 1856) foi um militar e caudilho argentino, chefe do Partido Federal e governador da província de San Luis por dois períodos, o primeiro de 1841 até 1852 e o segundo de 1853 até 1854, foi ainda, um grande apoiador político e militar de Juan Manuel de Rosas.
Participou das guerras civis argentinas combatendo ao lado dos federalistas/federales e ainda combateu politicamente e diplomaticamente ao lado de Rosas na chamada Guerra do Prata, onde a Confederação Argentina enfrentou uma coalizão liderada pelo Império do Brasil, Corrientes e Entre Ríos.

## Bibliografía
- Diccionario Histórico Argentino, Dir. Piccirilli, Romay, Gianello,6 vol. ver vol. IV, Ediciones Históricas Argentinas, Buenos Aires, 1954.